# Дереволаз-червонодзьоб смугасточеревий
Дереволаз-червонодзьоб смугасточеревий (Hylexetastes stresemanni) — вид горобцеподібних птахів родини горнерових (Furnariidae). Мешкає в Амазонії. Вид названий на честь німецького орнітолога Ервіна Штреземана.

## Підвиди
Виділяють три підвиди:
- H. s. insignis Zimmer, JT, 1934 — північний захід Бразильської Амазонії (на північ від річки Ваупес) і сусідні райони Колумбії (Ваупес);
- H. s. stresemanni Snethlage, E, 1925 — північно-західна Амазонія (від нижньої течії Ріу-Негру на південь до Амазонки), на сході Еквадору;
- H. s. undulatus Todd, 1925 — південно-західна Амазонія (на південь від Амазонки) на сході Перу (у верхів'ях річки Укаялі), на півночі Болівії (Пандо) та на північному заході Бразилії (на схід до річки Пурус, можливо, також до Мадейри).

## Поширення і екологія
Смугасточереві дереволази-червонодзьоби мешкають в Колумбії, Еквадорі, Перу, Бразилії і Болівії. Вони живуть у вологих рівнинних тропічних лісах Амазонії. Зустрічаються на висоті до 450 м над рівнем моря.